# Earl Strickland
Earl Strickland (* 8. Juni 1961 in Clinton, North Carolina, Vereinigte Staaten) ist ein US-amerikanischer Poolbillardspieler. 

## Frühe Jahre
Strickland wuchs als Sohn eines Farmers im ländlichen Teil North Carolinas auf. Im Alter von neun Jahren nahm ihn sein Vater mit in die Stadt, um dort einige Besorgungen zu machen. Als diese erledigt waren, fragte sein Vater ihn ob er eine Runde Pool spielen wolle. Earl antwortete ihm, dass er nicht wisse was das sei – „Pool“. Sein Vater erklärte ihm das Spiel sowie die richtige Körper- und Queuehaltung. Nach dem Spiel war für den kleinen Earl klar, dass dies „sein“ Spiel war. Von da an gab er den Dollar, den ihm seine Mutter täglich zur Schulspeisung mitgab, für das Spiel aus und hungerte lieber den ganzen Tag bis zum Abendessen. Bald war er der beste Spieler in seinem County und hatte alle Erwachsenen geschlagen. Mit 15 Jahren spielte er sein erstes Turnier und gewann dieses. Beeindruckt vom Beifall der Zuschauer, im „Zockerspiel“ wird nicht geklatscht, wusste Earl, dass er von nun an Profispieler werden wollte. Innerhalb von nur vier Jahren hatte er sich an die US-amerikanische Elite herangespielt und gewann sein erstes Profiturnier.

## Karriere
Strickland ist der einzige Spieler, der bereits dreimal die WPA-Weltmeisterschaft im 9-Ball gewinnen konnte (1990, 1991 und 2002). Insgesamt gewann er bereits über 40 Profiturniere, darunter auch fünfmal die US Open im 9-Ball (1984, 1987, 1993, 1997 und 2000) und das World Pool Masters (1997). Er vertrat die USA bislang fünfzehnmal beim Mosconi Cup, zuletzt im Jahre 2022. 2005 wurde er zudem als MVP ausgezeichnet. Seit 2006 ist er Mitglied der Hall of Fame des Billiard Congress of America. Sein Spitzname in der Billardszene ist The Pearl.

## Kontroversen
Ähnlich wie John McEnroe gilt er als leicht reizbarer und explosiver Charakter. Barry Hearn und Steve Davis sagten über ihn, dass er wie Dr. Jekyll & Mr. Hyde sei. Earl selbst bestätigt diese Ansicht. Ist er auf der Gewinnerseite, dann springt er schon mal auf den Tisch. Nach einem „vergeigten“ Stoß gegen Thomas Engert beim Mosconi Cup 2006 schlug er frustriert seinen Queue auf den Boden, wobei das Oberteil zerbrach. Er ersetzte dies und gewann das Spiel dann noch mit 7:4. 
Beim gleichen Turnier im Spiel gegen Davis kam es vor, dass er sich nicht nur laut äußerte (sich selbst gegenüber), sondern auch laute Wortgefechte mit seinen Mitspielern, der Schiedsrichterin Michaela Tabb und den Zuschauern einging. Tabb verwarnte daraufhin das Publikum und drohte mit dem Rauswurf der betroffenen Zuschauer, sollten sie weiterhin das Spiel durch Zurufe stören. Strickland beantwortete die Zurufe mit heftigen Gegenrufen, woraufhin auch er ermahnt wurde. Strickland reagierte darauf mit einem harschen: „Shut up!“ (Halt's Maul). Nachdem er sowohl Tabb als auch Davis beleidigt hatte, entschuldigte er sich am nächsten Tag mit einem Strauß Blumen für sein Benehmen.